# Les Démons (nouvelle)
Pour les articles homonymes, voir Les Démons (homonymie).
Les Démons (The Demons) est une nouvelle fantastique et humoristique écrite par Robert Sheckley, publiée en mars 1953 dans Fantasy Magazine.

## Publications

### Publications aux États-Unis
La nouvelle a été publiée pour la première fois aux États-Unis en août 1953 dans Galaxy Science Fiction.
Elle a ensuite été publiée dans diverses anthologies ou divers recueils, notamment dans The Collected Short Fiction of Robert Sheckley (plusieurs éditions).

### Publications en France
La nouvelle a été publiée en France dans l'anthologie Douces Illusions (p. 161 à 174), parue en 1978. Le recueil a fait l'objet d'une réédition en 1987.

### Publications dans d'autres pays
La nouvelle a aussi été éditée :
- en allemand sous le titre Die Daemonen (1965)[1],
- en italien sous le titre I Demoni (1966)[2],
- en néerlandais sous le titre Duivels (1968)[3].

## Adaptation
La nouvelle a été adaptée dans une série télévisée.

## Résumé
Arthur Gammet, alors qu'il est dans la rue à New York, est projeté dans une autre dimension de l'espace-temps et se retrouve face à un Démon. Celui-ci, nommé Nelzébuth, a formulé une incantation qui a le pouvoir se faire apparaître devant lui un humain quelconque. Nelzébuth ordonne à Arthur de lui rapporter cinq tonnes de « schpok », faute de quoi le Démon transférera Arthur dans une bouteille qu'il ne pourra jamais quitter. Arthur lui demande ce qu'est le « schpok », et à l'explication peu claire que lui donne Nelzébuth, Arthur pense qu'il s'agit d'or, sans toutefois en être certain. Le Démon le renvoie sur Terre. 
Arthur se demande comment agir : à supposer que le « schpok » soit de l'or, ou tout autre métal rare et précieux, il est dans l’absolue incapacité de remplir sa mission. Il doit donc agir par ruse. Il achète des traités d'alchimie et les accessoires ad hoc afin de pratiquer la magie noire. Il trace sur le plancher de son appartement un pentagramme et prononce une incantation. Une créature bleue à l'aspect effrayant apparaît (ce n'est pas Nelzébuth). Arthur énonce la même menace que celle faite par Nelzébuth : le Démon qu'il a fait apparaître a 24 heures pour lui remettre cinq tonnes de « schpok », faute de quoi il enfermera à jamais le Démon dans une bouteille de verre. 
Le lendemain, il prononce de nouveau l'incantation et fait de nouveau apparaître le Démon bleu. Celui-ci lui annonce qu'il connaît un Démon qui est susceptible d'avoir le schpok convoité. Il a fait prisonnier ce Démon et l'a enfermé dans une bouteille. Si lui, Démon bleu, n'a pas le schpok, le Démon qu'il capturé pourra le remettre à Arthur. Dans la bouteille se trouve… Nelzébuth, vert de rage. Arthur passe un accord avec le Démon bleu : celui-ci gardera pour toujours Nelzébuth dans la bouteille, sans jamais le relâcher ; en contrepartie, Arthur n'invoquera plus le Démon bleu. Arthur découvre aussi que le Démon bleu est assureur, comme lui ; les deux protagonistes engagent une conversation sur le métier d'assureur sur Terre et chez les Démons.